# Fort Tabourde
Le Fort Tabourde est une ancienne installation militaire destinée à la défense du col de Tende, localisée au sud des Alpes, à la frontière italienne, dans le département des Alpes-Maritimes. 

## Situation stratégique
Le fort Tabourde s'inscrit dans un système de défense italien construit autour de plusieurs forts. Le but de ce système défensif était de sécuriser le col de Tende, et d'interdire toute avancée des troupes françaises. Le col de Tende est la porte d'entrée de la vallée de la Roya, qui débouche dans la Méditerranée à Vintimille, en Italie.
Les enjeux de cette situation stratégique sont comparables à ceux de la frontière franco-italienne entre Menton et Vintimille.

## Historique
La construction du fort remonte à 1883.
En septembre 1947, l'entrée en vigueur du traité de Paris a pour conséquence de déplacer la frontière avec l'Italie vers le nord, en attribuant à la France La Brigue et Tende qui, bien qu'appartenant au territoire du comté de Nice, avait été laissé au royaume d'Italie pour des raisons politiques et stratégiques, avec comme objectif que cette position ne puisse pas redevenir un point militaire stratégique.

## Accès au site
Le fort est situé à 1 970 mètres d'altitude, en contrebas de la cime du Bec Roux. Une route le reliait au fort central, situé à 2,15 kilomètres à vol d'oiseau ; cette ancienne route se trouve aujourd'hui sur le tracé du sentier de grande randonnée GR 52A.